# Barbeyella
Barbeyella — рід грибів родини Clastodermataceae. Назва вперше опублікована 1914 року.

## Класифікація
До роду Barbeyella відносять 1 вид:
- Barbeyella minutissima